# العرش (ماهلية)

تعديل مصدري - تعديل

العرش هي إحدى قرى عزلة العرش بمديرية ماهلية التابعة لمحافظة مأرب، بلغ تعداد سكانها 23 نسمة حسب تعداد اليمن لعام 2004.